# Slufter
Le Slufter de Rotterdam est une zone du Maasvlakte destiné à stocker des boues contaminées du port. Le Slufter a été construit en 1985 et a une superficie de 260 ha.

## Origine du nom
Le mot Slufter désigne en néerlandais un bras de mer que temporairement la mer ne pénètre plus.

## Description
Le port de Rotterdam est pollué en boues à cause de son alimentation par le Rhin et de ses affluents. Le Ministère des Travaux publics et le port de Rotterdam doivent faire draguer les voies navigables et le port pour conserver sa profondeur. Auparavant, les boues contaminés était déversées dans la mer du Nord. Au début des années 1980, il a été décidé de construire une zone de dépôt. 
La digue circulaire autour du dépôt est de 24 m de haut. La profondeur du dépôt est de 28 m sous le niveau de la mer.
Il y est prévu que ces boues soient stockées jusqu'à 2025 dans le Slufter.
La ville de Rotterdam a restreint l'accès aux cargo trop pollueurs sur le Rhin, ce qui réduit de moitié la quantité de boues polluées devant être collectées chaque année.
Une zone de loisirs, le Maasvlaktestrand, a été aménagée à la pointe sud-ouest du Slufter, elle est populaire auprès des plaisanciers. Entre ce dépôt du Maasvlakte et la côte de Voorne, un bras de mer peu profond, l'ancien estuaire de la Meuse de Brielle, est laissé libre aux jeux des marées.
| \| v · d · m Amazonehaven Canal Caland Europoort Maasvlakte Maasvlakte 2 Nieuwe Waterweg Neckarhaven Maeslantkering Septième port Pétrolier Dintelhaven Canal de Beer Canal Hartel Hartelhaven Maasgeul Slufter Alexiahaven Amaliahaven Arianehaven Margriethaven \| Avant‑port de Rotterdam |
| Amazonehaven Canal Caland Europoort Maasvlakte Maasvlakte 2 Nieuwe Waterweg Neckarhaven Maeslantkering Septième port Pétrolier Dintelhaven Canal de Beer Canal Hartel Hartelhaven Maasgeul Slufter Alexiahaven Amaliahaven Arianehaven Margriethaven                                         |